# Violet Beauregarde
Violet (Violeta en hispanoamerica) Beauregarde es un personaje principal de la franquicia de Charlie y la fábrica de chocolate.

## Sobre Violet
Violet Beauregarde es la tercera de los cinco niños en encontrar uno de los exclusivos billetes de Oro Willy Wonka, y la segunda en abandonar el grupo que recorre la fábrica. Ella exhibe un espíritu más competitivo que el de los otros cuatro ganadores de billetes de oro, sobre todo en la película de 2005, en el que su comportamiento es muy ambicioso, ampliado por su participación en deportes y artes marciales. Violet es también una notoria implacable y competitiva masticadora de chicle, aunque modera temporalmente su hábito con el fin de centrarse en barras Wonka y buscar el billete.

## Violet en la novela
Violet se describe en la novela como alguien que tiene "  cabello marrón y rizado", y como alguien que habla "muy rápido y muy chillón." Como Augustus Gloop y Veruca Salt, la nacionalidad no se revela en el libro, pero ella es descrita como ciudadana de Estados Unidos en ambas películas. Sus padres la acompañan a la fábrica, aunque su madre no aprueba la goma de mascar de Violet. Durante su entrevista, ella habla de cómo le gustaba meter goma de mascar en los botones del ascensor, para que la persona que pulsa el botón se quede con la goma en su dedo; también cuenta que masticó el mismo pedazo de goma de mascar durante tres meses, batiendo el récord en poder de su mejor amiga Cornelia Prinzmetel. Ella habla mucho más de esto que de su boleto.

## Violet en la película de 2005
En la adaptación de la película del 2005, Violet (interpretado por AnnaSophia Robb) es una preadolescente de 10 años como en la película anterior, pero su ciudad natal, se ha cambiado a Atlanta, Georgia. A diferencia de la anterior película, Violet (gracias a su madre) es muy degradante, irrespetuosa con los demás, maleducada y engreída de clase media, mocosa, y tanto la madre y la hija ha de usan el mismo tipo de ropa (que visten prendas de juego rosa y azul durante la entrevista de prensa y la gira, respectivamente) y tienen el mismo peinado (pelo corto rubio peinado en paje). Es atlética y tiene una veta competitiva ferviente, habiendo ganado 263 trofeos y medallas en varios eventos que van desde los concursos de artes marciales al concurso de goma de mascar, que es una campeona del mundo junior y dueño del récord en el segundo. Scarlett, por su parte, es un bastón de mando girando el ex campeón de sí misma y alienta a los modales falta de su hija y la conducta impropia de una dama, sin embargo, la aprobación de su hija se convierte en la desaprobación cuando salen de la fábrica. Violet había estado trabajando en el mismo chicle durante tres meses seguidos en el momento que había encontrado su billete dorado. Durante la búsqueda de entradas, que temporalmente despedían de las encías y pasó a Wonka Bares, manteniendo la bola de chicle mencionado antes lo guarda en la zona posterior del cuello. Ella ve a todos los ganadores de billetes de otros como participantes a batir y la fábrica de Wonka como otro premio por su colección.

## Vestuario
En la película de 1971 usó un conjunto azul con botones, y con un cinturón rojo, zapatos y el pelo recogido peinado con media cola.
En la película de 2005 usó un conjunto celeste con cierre y zapatillas, y el pelo corto lacio peinado con paje.

## Fin del recorrido de Violet

### Libro (original)
Willy Wonka inventa un chicle que contiene una comida de tres platos: sopa de tomate, rosbif y pastel de arándanos, pero le prohíbe a Violet masticarlo, ya que aún no está listo para el consumo humano. Violet dice que ella tiene el récord mundial en la goma de mascar y que no le importaba, por lo que coge el chicle de todas formas, haciendo caso omiso de las protestas de Wonka. Sin embargo, la tarta de arándanos es defectuosa, lo que provoca que Violet se convierta en un gordo arándano azul. Violet era muy Delgada hasta que su abdomen (incluida la parte de atrás) comienza a inflarse, haciéndola llegar a un extremo en que su ropa es demasiada pequeña para ella haciendo que se le vea el ombligo. A continuación, se expande como una pelota de 3 metros. Su madre se queda con la boca abierta por el estado de su hija. Ella está inmóvil debido a su enorme grosor, y Wonka indica a los Oompa Loompas que la lleven rodando a la sala de jugo para extraerle todo el que tenga.

### Película: Willy Wonka y la fábrica de Chocolate:Un mundo de fantasía (versión de 1971)
En esta versión, golpea a Violet hasta menor proporción, pero todos aún se sorprenden porque se veía que llevaba puesto un cinturón rojo,  y este se desprende de su abdomen rompiéndose fuertemente debido al hinchamiento. Willy Wonka les índica a los pequeños Oompa Loompas que lleven rodando a Violet, ya convertida en arándano, al cuarto de exprimir, para exprimirle el jugo, ya que Wonka dijo que podría explotar.
Violet no se ve de nuevo después de ser removida en la primera película, pero Wonka simplemente asegura a Charlie que todos los niños serán devueltos a su estado normal, es decir, el color de la piel de Violet volverá a la normalidad.

### Película:Charlie y la fábrica de chocolate(versión de 2005)
En esta versión, Violet come un chicle que contiene un efecto secundario, que hace que se ponga azul y empiece a hincharse como una gigante y enorme pelota, se infla mucho, su panza se muestra y su ombligo es muy pequeño para su estómago, la ropa se empieza a expandir junto con su cuerpo, y a continuación queda como una pelota, esta es la versión más grande de la hinchazón de Violet, midiendo 3 metros de alto y pesando 8 toneladas de peso. Ella está inmóvil debido a su exagerado tamaño. A continuación el señor Wonka le pide a los oompa loompas que se la lleven rodando, ya convertida en arándano, al cuarto de exprimir, para extraerle el jugo, ya que se seguía expandiendo.
Al final de la película, Violet sale de la fábrica con su madre con su tamaño normal luego de haberle extraído todo el jugo, y también disfrutando su nueva flexibilidad y capacidad de hacer piruetas, pero su madre le recuerda que ella aún estaba azul.

## Canción Violet Beauregarde
La canción original de la novela aparece una "Miss Bigelow" que masticar goma de mascar día a día durante años antes de su mandíbula poco la lengua en dos, y cómo los Oompa Loompa quería evitar que lo mismo suceda a violeta. En la versión 2005, esta canción tiene lugar en la Sala de Inventar, donde se creó la goma de mascar multicourse. Es cantada por el Oompa Loompa, mientras que Violeta se está enrollado alrededor en forma de arándanos, y las letras contienen 42 repeticiones de la palabra "masticar". La pista utiliza el mismo tono en la voz, acompañada de un sonido de funk estilo años 70. En la versión de 1971, la canción sólo habla de cómo la goma de mascar durante largos períodos de tiempo es repulsiva. La goma de mascar se comió fue llamado los "tres de las encías platos".

## Violet en las obras
Para hacer su parecer más "de Georgia", se divierte un acento sureño en la mayoría de obras de teatro, pero esto no es necesario. Antes (y que) se despliega, se canta una canción llamada "mastique", que habla de su amor por la goma de mascar y las características de la conversación que conduce a su desaparición.